# Melanthia clathrata
Melanthia clathrata là một loài bướm đêm trong họ Geometridae.